# اوا یاکوبوویچ
اِوا یاکوبوویچ (لهستانی: Ewa Jakubowicz؛ زادهٔ ۲۳ فوریه ۱۹۹۰) بازیگر و صداپیشه اهل لهستان است.
از فیلم‌هایی که وی در آن‌ها نقش داشته است، می‌توان به نشانه‌ها، عشق اول و قانون حقیقی اشاره نمود.